# Indogaetulia nigrovenosa
Indogaetulia nigrovenosa är en insektsart som först beskrevs av Melichar 1898.  Indogaetulia nigrovenosa ingår i släktet Indogaetulia och familjen Nogodinidae. Inga underarter finns listade i Catalogue of Life.